# استخر بی‌انتها (فیلم)
استخر بی‌انتها (انگلیسی: Infinity Pool؛ اینفینیتی پول) فیلم دلهره‌آور علمی تخیلی به نویسندگی و کارگردانی برندون کراننبرگ است. این یک محصول مشترک بین‌المللی با بازی الکساندر اسکاشگورد، میا گاث و کلوپاترا کولمن است. این فیلم درباره یک نویسنده و همسرش در تعطیلات است که پس از یک حادثه رانندگی، فرهنگ تاریک یک کشور را کشف می‌کنند.
این فیلم نخستین نمایش جهانی خود را در جشنواره فیلم ساندنس در ۲۲ ژانویه ۲۰۲۳ داشت و در ۲۷ ژانویه در ایالات متحده اکران شد. این فیلم عموماً نقدهای مثبتی از سوی منتقدان دریافت کرد و از فضاسازی و کارگردانی کراننبرگ تمجید شد.

## داستان
رمان‌نویس «جیمز فاستر» و همسرش «اِم»، زمانی را در استراحتگاهی در کشور ساحلی خیالی «لی تولکا» می‌گذرانند، و در آنجا جشنواره‌ای محلی در حال برگزاری است. نزاع مزمن زناشویی این زوج زمانی به اوج خود می‌رسد که «گابی»، یکی از طرفداران تنها رمانی که جیمز تا به امروز منتشر کرده‌است، از آن‌ها دعوت می‌کند تا با او و همسرش «آلبان» ملاقات کنند. این چهار نفر شام می‌خورند و تصمیم می‌گیرند روز بعد را با رانندگی در حومه شهر بگذرانند، اگرچه به آن‌ها هشدار داده شده‌است که گردشگران باید همیشه در محوطه استراحتگاه بمانند.
در یک ساحل، هنگامی که جیمز پشت درخت ادرار می‌کند، گابی به‌طور غیرمنتظره او را از پشت می‌گیرد و به او دست‌کام می‌دهد. پس از یک روز طولانی آفتاب‌گرفتن و آشپزی، گردشگران در حالت مستی به هتل خود بازمی‌گردند. در طول مسیر، جیمز به‌طور تصادفی با یک مرد محلی برخورد می‌کند و او را می‌کشد. گابی اصرار دارد که آنها نمی‌توانند با پلیس تماس بگیرند، زیرا این کشور فاسد است و آنها در امان نخواهند بود.
روز بعد، جیمز دستگیر می‌شود و به او گفته می‌شود که مجازات جرم او برای کشتن و فرار کردن از محل حادثه، مرگ به دست نخستین پسر فرد کشته‌شده‌است. با این حال، این کشور دارای یک سیستم قضایی منحصر به فرد است که به موجب آن مجرمان می‌توانند با پرداخت هزینهٔ هنگفتی شبیه‌سازی شوند، سپس نسخهٔ شبیه‌سازی‌شدهٔ آن‌ها به جای خود فرد کشته می‌شود. جیمز که همسرش ثروتمند است، هزینه‌ای را می‌پردازد و سپس کشته‌شدن بدل خود را نظاره می‌کند. اِم از کل ماجرا وحشت‌زده می‌شود و می‌خواهد فوراً آنجا را ترک کند، اما جیمز از تماشای این صحنه هیجان‌زده می‌شود و می‌خواهد بماند. او گذرنامهٔ خود را پنهان می‌کند و ادعا می‌کند که آن را گم کرده‌است و همسرش را تشویق می‌کند که به ایالات متحده بازگردد.
جیمز اقامت خود را یک هفته تمدید می‌کند و دوباره با گابی و آلبان روبرو می‌شود. آن‌ها او را با گروه کوچکی از گردشگران غربی آشنا می‌کنند که همگی به جنایات سنگین محکوم شده‌اند و برای تماشای کشته‌شدن نسخه‌های شبیه‌سازی‌شدهٔ خود پول پرداخت کرده‌اند. این افراد سالانه به این استراحتگاه بازمی‌گردند، مرتکب جنایات فجیعی می‌شوند و برای تماشای سلاخی بدل‌های خود به دولت پول می‌دهند. در طی چند روز آینده، آن‌ها جیمز را تشویق می‌کنند تا به یک جنایتکار لیبرتین تبدیل شود، و او را تشویق می‌کنند تا مردم محلی را بکشد، در عیاشی‌ها و ارجی‌های مستی شرکت کند و کارکنان هتل را مورد آزار قرار می‌دهد.
یک شب، جیمز فریب داده می‌شود تا با کلونی از خودش وحشیانه رفتار کند، که او گمان می‌کرد یک کارآگاه پلیس باشد که در ابتدا او را دستگیر کرده بود. در یک لحظه شفافیت و وحشت، جیمز پاسپورت مخفی خود را پس می‌گیرد و سعی می‌کند فرار کند، اما گروه توریستی او را مورد حمله قرار می‌دهند و او را از اتوبوسی که او را به فرودگاه می‌برد، می‌ربایند. گابی فاش می‌کند که او را رقت‌انگیز می‌بیند و این گروه از او برای سرگرمی خود سوء استفاده می‌کنند، به این امید که او را به یک توریست قاتل تبدیل کنند. او به یک بیابان نزدیک فرار می‌کند. گابی هنگام فرار به پای او شلیک می‌کند.
پس از ساعت‌ها سرگردانی، جیمز در مزرعه‌ای غش می‌کند، جایی که یک خانواده محلی او را برای بهبودی می‌برند. او در حالتی روان‌گردان، یک سری توهمات را تجربه می‌کند. هنگامی که او دوباره قدرت خود را به دست می‌آورد، دوباره با گروه گابی مواجه می‌شود که به او دستور می‌دهند یک نسخه از خودش را بکشد تا تغییر شکلش کامل شود. او در ابتدا قبول نمی‌کند، اما زمانی که کلون قصد کشتن او را دارد، جیمز او را تا حد مرگ کتک می‌زند. به عنوان پاداش، گابی سینه برهنه خود را در معرض دید جیمز قرار می‌دهد و او را به شیردادن دعوت می‌کند.
روز بعد، در حالی که آنها به ایالات متحده بازمی‌گردند، سایر گردشگران به‌طور معمولی در مورد کارهای آینده خود صحبت می‌کنند، در حالی که جیمز به وضوح از وقایع چند روز گذشته متزلزل شده‌است. او که در فرودگاه منتظر پروازش است، تصمیم می‌گیرد به جای آن عقب بماند. او به استراحتگاه بسته برمی‌گردد و در میان بارش باران‌های موسمی تنها می‌نشیند.

## بازیگران
- الکساندر اسکاشگورد در نقش جیمز فاستر
- میا گاث در نقش گابی
- کلوپاترا کولمن در نقش اِم فاستر
- جلیل لیسپرت در نقش آلبان
- توماس کرچمان در نقش تِرِش
- آماندا بروگل در نقش جنیفر
- کارولین بولتون در نقش بِکس
- جان رالستون در نقش دکتر مودان
- جف ریکتس در نقش چارلز

## تولید

### توسعه
برندون کراننبرگ فیلمنامهٔ اصلی فیلم «Infinity Pool» را نوشت و قصد داشت کارگردانی آن را نیز بر عهده بگیرد. تا ماه مه ۲۰۱۹، یک محصول مشترک بین‌المللی بین کانادا، مجارستان و فرانسه با برنامه‌ریزی اولیه برای تصویربرداری در پایان سال ۲۰۱۹ راه‌اندازی شد. تا نوامبر ۲۰۲۰، مکان‌های فیلم‌برداری در کرواسی و مجارستان انتخاب شدند و فیلم‌برداری به سال ۲۰۲۱ عقب افتاد. در ژوئن ۲۰۲۱ اعلام شد که توزیع توسط اِلِوِیشن پیکچرز در کانادا و نئون در ایالات متحده انجام می‌شود.

### انتخاب بازیگران
در ژوئن ۲۰۲۱ مشخص شد که الکساندر اسکاشگورد در نقش اصلی بازی می‌کند. زمانی که فیلمبرداری شروع شد، حضور بازیگران دیگر شامل میا گاث، توماس کرچمان، آماندا بروگل، کارولین بولتون، جان رالستون، جف ریکتز، جلیل لسپرت و رودریک هیل اعلام شد.

### فیلم‌برداری
تصویربرداری اصلی به مدت پنج هفته، از ۶ سپتامبر ۲۰۲۱، در استراحتگاه «آمادریا پارک» در شیبنیک، کرواسی انجام شد. تولید پس از ۱۲ روز فیلم‌برداری به مجارستان منتقل شد و در آنجا فیلمبرداری به پایان رسید. پس‌تولید در کانادا انجام شد و انتظار می‌رفت در نیمه دوم سال ۲۰۲۲ تکمیل شود.

## انتشار
استخر بی‌انتها نخستین نمایش جهانی خود را در جشنواره فیلم ساندنس ۲۰۲۳ داشت، و توسط نئون در ایالات متحده در ۲۷ ژانویه ۲۰۲۳ اکران شد. نخستین نمایش اروپایی آن در جشنواره بین‌المللی فیلم برلین بود.

### درجه‌بندی
برای اکران در ایالات متحده، یک قطعه اولیه از فیلم درجه‌بندی «NC-17» را از انجمن سینمایی آمریکا دریافت کرد. نئون به هیئت تجدید نظر سازمان درجه‌بندی و رتبه‌بندی اعتراض کرد، اما رتبه‌بندی تغییر نکرد. پس از تدوین مجدد، فیلم به درجهٔ «R» دست یافت.

## بازخورد

### فروش گیشه
استخر بی‌انتها در نخستین روز اکران خود از ۱٫۸۳۵ سینما ۱٫۱ میلیون دلار فروش داشت. این فیلم برای اولین بار به ۲٫۷ میلیون دلار رسید، و در رتبهٔ هشتم گیشه قرار گرفت که در آن کراننبرگ از اکران داخلی فیلم ۲۰۲۲ پدرش، جنایات آینده (۲٫۴ میلیون دلار) پیشی گرفت. فیلم در آخر هفته دوم خود با ۹۰۰٫۰۰۰ دلار از ده فیلم برتر گیشه خارج شد.

### پاسخ انتقادی
در وبگاه جمع‌آوری نقد راتن تومیتوز، ٪۸۷ از ۱۷۲ بررسی منتقدان مثبت است و میانگینِ امتیاز آن ۷٫۱/۱۰ است. اجماع این وبگاه چنین می‌نویسد: «آب‌های متلاطم حتی برای شناگران قوی، استخر بی‌انتها خلوتگاهی فراگیر از انحرافات کروننبرگی را برای اشخاصی که می‌خواهند از چیزهای مختلف تجاری فرار کنند، فراهم می‌کند.» این فیلم در متاکریتیک که از میانگین وزنی استفاده می‌کند، بر اساس نظر ۳۹ منتقدین امتیاز ۷۲ از ۱۰۰ را کسب کرده که نشان‌گر «نقدهای عموماً مطلوب» است. تماشاگران شرکت‌کننده در نظرسنجی سینماسکور به فیلم نمره متوسط «C–» را در مقیاس «A+» تا «F» دادند، در حالی که آن‌هایی که در نظرسنجی پست‌ترک شرکت کردند ۵۲٪ نمره مثبت به آن دادند و ۲۸٪ گفتند که قطعاً آن را توصیه می‌کنند.
دیوید فیر از رولینگ استون، در نقد خود پس از نمایش فیلم در ساندنس، آن را با «خشم، لبه و حساسیت طنزی منحرف‌شده‌ای که منحصر به فرد است» دانست و فیلمنامه و کارگردانی، و همچنین اجراهای بازیگران اصلی را تحسین کرد. منتقد نیویورک تایمز، ژانت کاتسولیس، می‌نویسد: «سوررئال، پیچیده و گاهی اوقات بیمارکننده، استخر بی‌انتها نشان می‌دهد که در حالی که «کراننبرگِ پدر» ممکن است به متلاشی‌کردن بدن ما توجه داشته باشد، پسرش بیشتر نگران تخریب آن است. استر زاکرمن از ونتی فر بازی‌های بازیگران (مخصوصاً گاث) را ستایش کرد، اما به‌طور کلی پاسخ انتقادی متوسطی نسبت به فیلم داد و اظهار داشت که این فیلم «تحریک‌آمیز [و] با تسویه‌حسابی مشکوک» است.
کتی والش با مقایسه فیلم با متصرف در نقد مثبت خود برای لس آنجلس تایمز، نوشت که استخر بی‌انتها «از نظر وسعت از نسخهٔ پیشین خود فراتر می‌رود، که روایت آن بزرگتر، واضح‌تر، خنده‌دارتر و به طرز شریرانه‌ای منحرف‌تر است». میگان ناوارا از بلادی دیسگاستینگ به فیلم نقد مثبت داد و نوشت: «حس سبک کروننبرگی، همراه با حس بی‌وقفهٔ ترس و تنش و دو سرنخ کاملاً فریبنده و فاسد، تضمین می‌کند که این آب‌های تحریک‌آمیز ارزش ورود به درون آن را داشته باشند».
در یک نقد منفی، مایکل اوسالیوان از واشینگتن پست از داستان فیلم نقد کرد و نوشت که «کراننبرگ برخی از بدترین افراط و تفریط‌های پدرش را به ارث برده‌است: خشونت نابالغ و فتیشیستی، و جنسی‌سازی بی‌رویه». در نقد منفی دیگری از هالیوود ریپورتر، دیوید رونی ادعا کرد که فیلم «فاقد محتوا و دارای داستانی احمقانه است». ایندی‌وایر فیلم را کم‌عمق، سرد و آهسته‌رو» توصیف کرد. مائه عبدالباکی از اسکرین رنت به این فیلم امتیاز ۲ از ۵ داد و احساس کرد که «داستان آن درهم‌وبرهم است و انسجام ندارد». روبن بارون از لوپر خاطرنشان کرد که «تلاش فیلم برای تفسیر فرهنگی سطحی است» و این فیلم دلیل کمی برای تماشاگران برای اهمیت‌دادن به «شخصیت‌های نفرت‌انگیز» آن می‌دهد، اگرچه بارون عملکرد گاث را تحسین کرد.